# ملك كيان
ملك كيان (بالفارسية: ملک‌کیان) هي منطقة سكنية تقع في إيران في Central District of Tabriz County. يقدر عدد سكانها بـ 1,066 نسمة .